# 鹿子木親員
鹿子木 親員（かのこぎ ちかかず）は、戦国時代の武将。菊池氏、大友氏の家臣。寂心（じゃくしん）の法号で知られ、肥後国隈本城（後の熊本城）の築城者とされる。

## 略歴
鹿子木荘の地頭を務めた中原氏の子孫とされる。守護・菊池氏に従い、飽田郡・託麻郡に勢力を伸ばす。永正13年（1516年）に阿蘇山と英彦山の衆徒同士の紛争の仲介役にあたる。大友氏から入嗣した菊池義武の時代に家老の地位にあったが、義武が実兄・大友義鑑と対立した天文5年（1536年）頃に離反して大友氏と共に義武やこれを支援する相良氏と争った。
文人として知られ、自詠の和歌が4首伝わっている他、三条西実隆から『源氏物語』を購入したことが知られている。また、藤崎八旛宮や大慈寺の修造などの寺社興行でも知られ、藤崎八幡宮に残されている後奈良天皇の勅額は天文11年（1542年）に親員が要請したものと伝えられている。
嫡男・親俊が家督を継いだが、父に先立って没している。そのため、親員の没後にその弟の鎮有が後を継いだ。鎮有は旧主・菊池義武に帰参するが、義武が義鑑の子・大友宗麟に滅ぼされると所領を奪われて没落、隈本城も城親冬に奪われることになった。